# Camillo Aulari
Camillo Aulari (Alessandria, ... – Bobbio, 11 gennaio 1607) è stato un vescovo cattolico italiano.

## Biografia
Camillo Aulari, detto anche Aularo o Aulario, nacque ad Alessandria da una nobile famiglia locale di origine longobarda, in data sconosciuta.
Dopo aver intrapreso gli studi ecclesiastici, entrò nella cerchia della curia arcivescovile milanese e nel 1577 venne nominato arciprete di Monza, rimanendo in carica sino al 1592. In questa sua nuova sede, si prodigò in particolare per il completamento del duomo di Monza, facendo erigere nello specifico la torre campanaria, la cui prima pietra venne da lui personalmente posata il 23 maggio 1592.

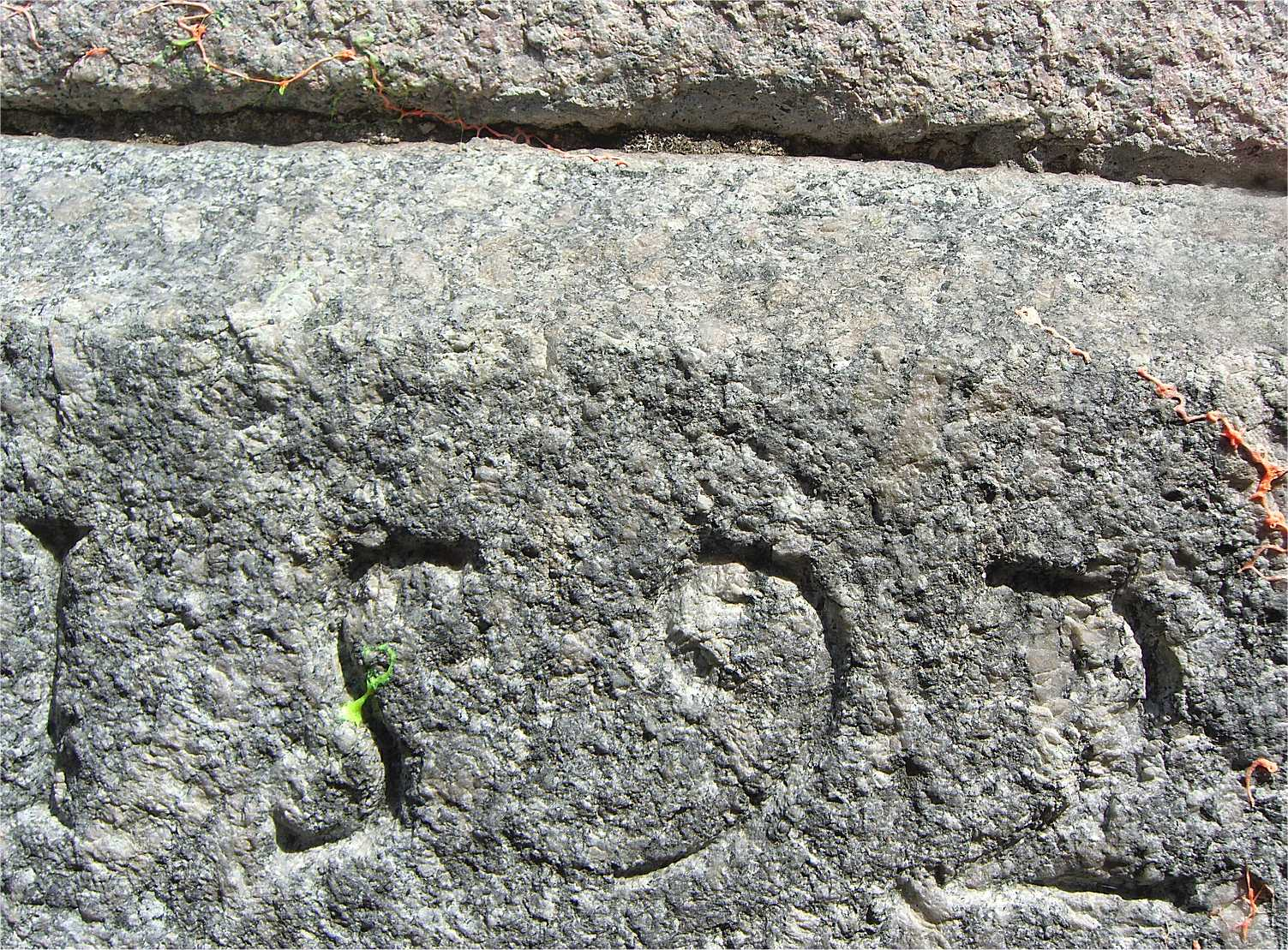
1592 anno di fondazione del campanile scolpito sullo zoccolo dello stesso

Il 26 agosto 1602 fu nominato vescovo di Bobbio.
In diocesi fu attivo soprattutto nell'ambito dell'applicazione dei decreti della controriforma sanciti dal Concilio di Trento, facendo erigere nello specifico il seminario di Bobbio nel 1603.
Morì a Bobbio l'11 gennaio 1607.

## Genealogia episcopale
La genealogia episcopale è:
- Arcivescovo Filippo Archinto
- Papa Pio IV
- Cardinale Giovanni Antonio Serbelloni
- Cardinale Carlo Borromeo
- Cardinale Ottavio Paravicini
- Vescovo Camillo Aulari